# 서범수
서범수(徐範洙, 1963년 9월 17일~)는 대한민국의 경찰공무원 출신 정치인이다. 제21·22대 국회의원이다.

## 학력
- 남성국민학교 졸업
- 대동중학교 졸업
- 혜광고등학교 졸업
- 서울대학교 농과대학 농경제학 학사
- 부산대학교 대학원 행정학 석사
- 부산대학교 대학원 행정학 박사과정 수료

## 경력
- 제33회 행정고시 합격
- 부산지방경찰청 교통과 과장
- 2003.11.~2005. 2. 제12대 부산강서경찰서 서장
- 2005. 2.~2005. 8. 제28대 부산남부경찰서 서장
- 2006. 7.~2007. 7. 제61대 동래경찰서 서장
- 2009. 7.~2010. 1. 제44대 부산진경찰서 서장
- 2010. 1.~2011. 12. 부산지방경찰청 수사과 과장→경무과 과장
- 2011. 12.~2012. 11. 울산지방경찰청 차장
- 2012. 11.~2013. 4. 부산지방경찰청 1부장
- 2013. 4.~2013. 12. 경찰청 교통국 국장
- 2013. 12.~2014. 11. 경찰청 생활안전국 국장
- 2014. 12.~2015. 12. 제20대 울산지방경찰청 청장
- 2015. 12.~2016. 3. 경기지방경찰청 제2차장
- 2016. 12.~2017. 12. 제42대 경찰대학 학장
- 2019. 1.~2020. 1. 자유한국당 울산광역시당 울주군 당협위원회 위원장
- 2020. 4. 15. 대한민국 제21대 국회의원 선거 당선(울산 울주군, 국민의힘, 초선)
- 2020. 5.~2020. 9. 미래통합당 울산광역시당 울주군 당원협의회 위원장
- 2020. 7.~2020. 9. 미래통합당 울산광역시당 위원장
- 2020. 7.~2020. 9. 미래통합당 성폭력 대책 특별위원회 위원
- 2020. 9.~2021. 6. 국민의힘 울산광역시당 위원장
- 2020. 9.~2024. 1. 국민의힘 울산광역시당 울주군 당협위원회 위원장
- 2020. 9. 국민의힘 성폭력 대책 특별위원회 위원
- 2020. 9. 국민의힘 호남 동행 국회의원 발대식 명예의원(전라남도 영광군)
- 2021. 3. 국민의힘 부동산투기조사위원회 위원
- 2021. 6.~2022. 3. 국민의힘 이준석 당대표 비서설장
- 2022. 1.~2022. 3. 제20대 대통령 선거 국민의힘 울산을 살리는 선거대책위원회 선거대책위원장단 공동선거대책위원장
- 2022. 2.~2022. 3. 제20대 대통령 선거 국민의힘 공명선거·안심투표 추진위원회 위원
- 2022. 7. 국민의힘 국가안보 문란 실태조사 TF 위원
- 2022. 11.~2023. 3. 국민의힘 민생경제안정특별위원회 위원
- 2022. 11.~2022. 12. 국민의힘 이태원 사고조사 및 안전대책 특별위원회 위원 겸 진상조사소위 위원
- 2023. 4.~2024. 4. 국민의힘 원내부대표
- 2023. 5.~2023. 8. 국민의힘 시민사회 선진화 특별위원회 위원
- 2023. 6. 국민의힘 국민통합위원회 부위원장 겸 세대·젠더 통합분과위원장
- 2023. 8. 국민의힘 아파트 무량판 부실공사 진상규명 및 국민안전 TF 위원
- 2024. 1.~2024. 4. 제22대 국회의원 선거 국민의힘 공약개발본부 지역개발공약소통단장
- 2024. 4.~2024. 5. 국민의힘 원내대표 선출을 위한 선거관리위원회 위원
- 2024. 4. 10. 대한민국 제22대 국회의원 선거 당선(울산 울주군, 국민의힘, 재선)
- 2024. 6.~2024. 7. 국민의힘 정책위원회 산하 시급한 민생 현안 해결을 위한 교육개혁특별위원회 위원장
- 2024. 7.~2024. 12.: 국민의힘 사무총장
- 2024. 8.~2024. 9.: 2024년 하반기 재보궐선거 국민의힘 후보 선정을 위한 중앙당 공천관리위원회 위원장
- 2024. 9.~: 국민의힘 호남동행 국회의원 발대식 명예의원(전라남도 영광군)
- 2024. 12.~: 국민의힘 제주공항 여객기 사고 수습 TF 위원
- 2025. 4. ~2025. 5.: 국민의힘 한동훈 제21대 대통령 선거 경선후보 국민먼저 캠프 기획총괄위원장
- 2025. 5.~2025. 6.: 제21대 대통령 선거 국민의힘 김문수 대통령 후보 울산 선거대책위원회 공동선대위원장
- 2025. 5.~2025. 6.: 제21대 대통령 선거 국민의힘 김문수 대통령 후보 직속 총괄특보단 재해대책 특보단장

### 의정 활동
- 2020년 5월 30일~2024년 5월 29일: 제21대 국회의원(울산 울주군, 미래통합당→국민의힘, 초선)
  - 2020. 7.~2022. 5. 제21대 국회 전반기 행정안전위원회 위원
  - 2020. 7.~2024. 5. 국가에너지정책 포럼 구성의원
  - 2020. 7.~2024. 5. 국회 미래정책연구회 구성의원
  - 2021. 3.~2024. 5. 국회 글로벌 혁신 연구포럼 구성의원
  - 제21대 국회 전반기 행정안전위원회 법안심사 제2소위원회 위원
  - 제21대 국회 전반기 행정안전위원회 예산·결산기금심사소위원회 위원
  - 2022. 7.~2022. 8. 중앙선거관리위원회 위원(남래진) 선출에 관한 인사청문특별위원회 위원
  - 2022. 7.~2024. 5. 제21대 국회 후반기 국토교통위원회 위원
    - 제21대 국회 후반기 국토교통위원회 국토법안심사소위원회 위원
    - 제21대 국회 후반기 국토교통위원회 청원심사소위원회 위원

  - 2022. 7.~2023. 5. 제21대 국회 후반기 예산결산특별위원회 위원
  - 2022. 8.~2023. 5. 제21대 국회 형사사법체계개혁특별위원회 위원
  - 2023. 4.~2024. 5. 제21대 국회 후반기 국회운영위원회 위원
    - 제21대 국회 후반기 국회운영위원회 예산결산심사소위원회 위원

  - 2023. 10.~2023. 11. 제21대 국회 헌법재판소장(이종석) 임명동의에 관한 인사청문특별위원회 위원
- 2024년 5월 30일~: 제22대 국회의원(울산 울주군, 국민의힘, 재선)
  - 2024. 6.~2025. 5. 제22대 국회 전반기 국토교통위원회 위원
    - 제22대 국회 전반기 국토교통위원회 국토법안심사소위원회 위원
    - 제22대 국회 전반기 국토교통위원회 예산결산기금심사소위원회 위원

  - 2024. 7.~ 22대 국회 전반기 정각회 입법지원위원장
  - 대한민국 미래혁신포럼 구성의원
  - 소상공인 민생 포럼 구성의원
  - 2024. 7.~2024. 9. 제22대 국회 전반기 여성가족위원회 간사
    - 제22대 국회 전반기 여성가족위원회 법안심사소위원회 위원
    - 제22대 국회 전반기 여성가족위원회 예산결산심사소위원회 위원장

  - 2024. 7.~2025. 6.: 제22대 국회 전반기 예산결산특별위원회 위원
  - 2024. 9.~2025. 2. 제22대 국회 전반기 여성가족위원회 위원
    - 제22대 국회 전반기 여성가족위원회 법안심사소위원회 위원

  - 2025. 2.~2025. 5. 제22대 국회 전반기 여성가족위원회 간사
  - 2025. 3.~ 제22대 국회 전반기 기후위기 특별위원회 위원
  - 2025. 5.~ 제22대 국회 전반기 행정안전위원회 간사
  - 2025. 5.~ 제22대 국회 전반기 여성가족위원회 위원
  - 2025. 6.~ 제22대 국회 전반기 예산결산특별위원회 위원
  - 2025. 7.~2025. 7. 제22대 국회 헌법재판소재판관후보자를 겸하는 헌법재판소장(김상환) 임명동의에 관한 인사청문특별회 위원

## 논란 및 사건사고
24. 2. 15. 더불어민주당 울산시당이 서범수 의원에게 경찰대 학장 시절 선거 개입에 대한 의혹을 소명하란 논평을 내 논란이 되었다. ["서범수 의원은 경찰대 학장 때 선거 개입 의혹 소명해야" 민주 울산시당 논평... | 2024. 02. 16 | 오마이뉴스]
서범수의원이 최근 측근으로부터 경찰대학교 학장 시절에 공무원 신분으로 선거에 개입했다는 의혹을 제기했는데 고발 내용은 2017년 12월 경찰대학교 학장 시절 울주군수 선거를 도왔다는 내용으로 사실이라면 공직선거법 위반으로 공무원이라는 공적 지위를 이용해 선거에 개입했다는 사안이다. 
비슷한 사례로는 울산시장 선거 개입에 따라 1심 징역 3년을 받은 황운하 더불어민주당 의원이 있다.
이에 대한 서범수 의원의 대응이 다소 황당한데 서범수 회견은 의혹에 대한 질문을 받은 기자회견에서 "만약에 그렇다 치자. 황운하라는 사람은 경찰 공무원 제복을 입고 나와가지고 선거 운동에서 당선되고 하지 않느냐", "그게 무슨 문제냐"라고 반문하여 황운하 의원을 두둔?하는 것처럼 되버렸다. 

## 가족
형은 민선 6기 부산광역시장을 지낸 서병수이며, 서병수 역시 21대 총선에서 부산 부산진구 갑 선거구에 미래통합당 후보로 출마하여 당선되었다. 이로 인해 21대 국회에서 형제가 나란히 국회의원으로 활동하게 되었다.

## 같이 보기
- 울주군 (2000년 선거구)
- 울주군의 국회의원

## 역대 선거 결과
|  | 52.74% |

|  | 53.48% |

## 소속 정당
| 소속 정당 | 소속 정당  | 소속 기간 | 비고      |
| --------- | ---------- | --------- | --------- |
|           | 자유한국당 | 2019~2020 | 정계 입문 |
|           | 미래통합당 | 2020      | 합당      |
|           | 국민의힘   | 2020~현재 | 당명 변경 |